# Trachylepis acutilabris
Trachylepis acutilabris är en ödleart som beskrevs av  Peters 1862. Trachylepis acutilabris ingår i släktet Trachylepis och familjen skinkar. Inga underarter finns listade i Catalogue of Life.
Denna ödla förekommer i sydvästra Afrika nära Atlanten från Kongo-Kinshasa till Namibia. Den lever i låglandet och i bergstrakter upp till 1500 meter över havet. Habitatet utgörs av öknar, av gräsmarker och av buskskogar. Exemplaren gräver underjordiska bon. Honor lägger ägg.
För beståndet är inga hot kända. Hela populationen anses vara stabil. IUCN listar arten som livskraftig (LC).